# Paul Georg Höpfner
Paul Georg Höpfner (* 28. April 1857 in Grubnitz, Gerichtsamt Riesa; † 27. März 1929 in Kassel) war ein deutscher Ingenieur und Abgeordneter des Provinziallandtages der Provinz Hessen-Nassau.

## Leben
Paul Georg Höpfner wurde als Sohn des Gutsverwalters Johann Robert Ernst Höpfner (1827–1895) und dessen Gemahlin Auguste Hermine Hösel (1828–1863) in Grubnitz bei Stauchitz geboren. Nach dem Abitur in Dresden studierte er an der Technischen Hochschule Dresden Bauingenieurswesen und fand nach dem Bauführerexamen im Jahre 1874 eine Beschäftigung als Ingenieur bei der Sächsischen Staatseisenbahn. Er wurde Dozent an der Herzoglich-Braunschweigischen Baugewerksschule, nahm an einer Fachausbildung teil und legte die Prüfung für den technischen Staatsdienst (Baumeisterprüfung) ab. Bevor er am 1. April 1891 Leiter des Tiefbauamtes der Stadt Elberfeld wurde, war er für zwei Jahre im Leipziger Bauamt. In Elberfeld blieb Höpfner bis 1897 und hatte hier die Bauleitung über das Entwässerungssystem. Dann zog es ihn nach Kassel, wo er im Februar 1897 zum Stadtbaurat ernannt wurde. In seine Zeit fallen der Bau des Rathauses, der Stadthalle und der Murhardschen Bibliothek sowie der Zentralen Kläranlage.
Er war politisch tätig und erhielt 1917 ein Mandat für den 44.  Kurhessischen Kommunallandtag des Regierungsbezirks Kassel, aus dessen Mitte er zum Abgeordneten des Provinziallandtages der Provinz Hessen-Nassau bestimmt wurde. Er blieb bis 1919 in den beiden Parlamenten. Zum 1. Juli 1922 ging Höpfner in den Ruhestand.

## Auszeichnungen
- 1903 Königlicher Baurat
- 1917 Geheimer Baurat
- 1920 Dr. Ing. h. c. der Technischen Hochschule Dresden